# Alessandra Basso

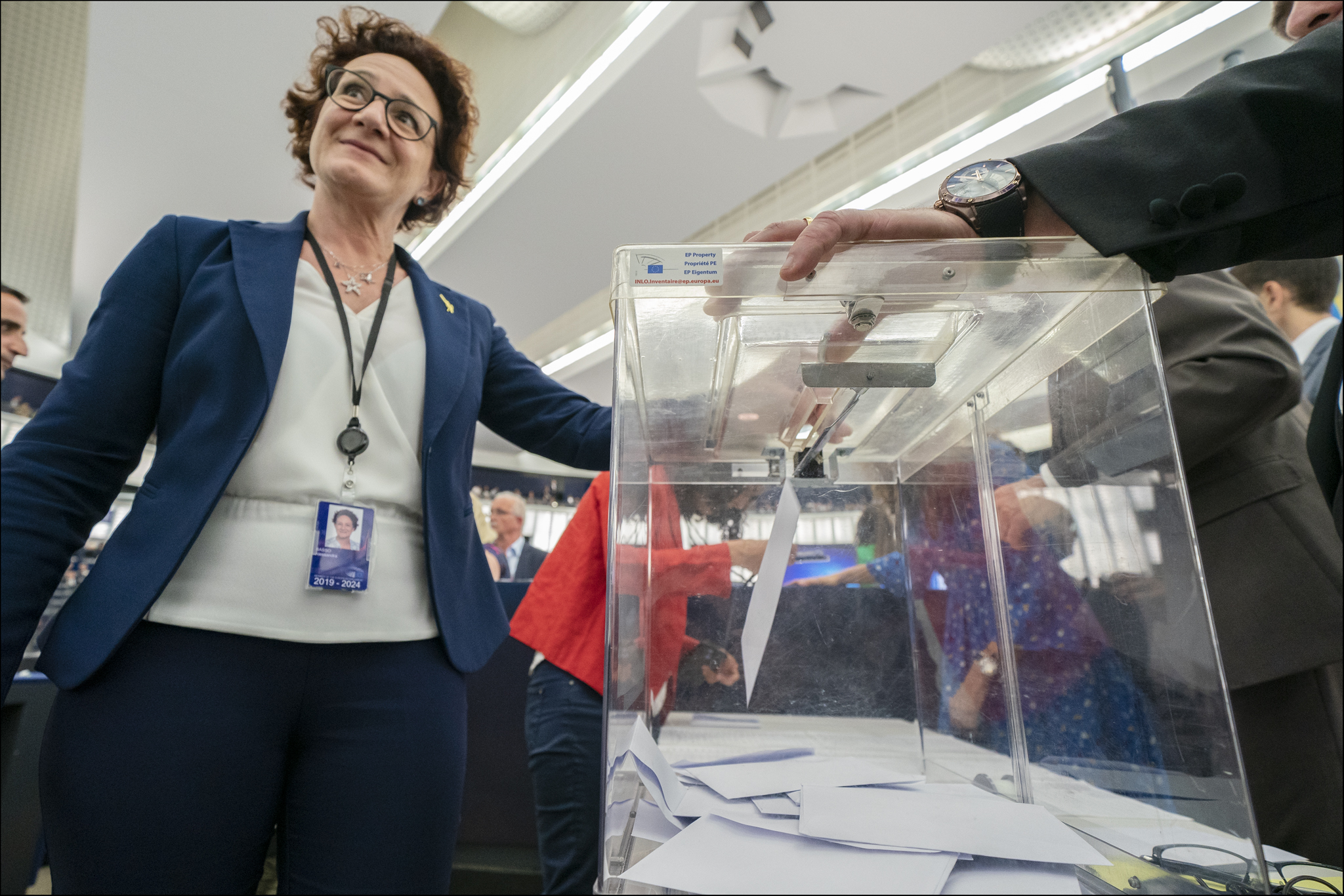
Basso bei der Wahl der Europäischen Kommissionspräsidentin während der Konstituierung des Europäischen Parlaments im Juli 2019

Alessandra Basso (geboren am 14. März 1967 in Treviso) ist eine italienische Juristin und Politikerin (Lega). Seit der Europawahl 2019 ist sie Mitglied des Europäischen Parlaments als Teil der ID-Fraktion.

## Leben

### Ausbildung und Beruf
Basso wuchs in ihrer Geburtsstadt Treviso auf, sie besuchte bis 1986 das Liceo Classico Pio X der Stadt. Anschließend studierte sie bis 1992 Rechtswissenschaften an der Universität Bologna und begann dann als Anwältin tätig zu sein, zunächst am Istituto di Applicazione Forense "E.Redenti", später in einer Anwaltskanzlei. Nach Erhalt der Anwaltszulassung ist Basso seit November 1997 Inhaberin ihrer eigenen Kanzlei.
In ihrer Zeit als Anwältin befasste sie sich nach eigenen Angaben Schuldeintreibung, Konkursrecht, Wohnungseigentumsrecht, Unfällen, Verbraucherschutz, Familienrecht und Schiedsgerichtsbarkeit. Ebenso arbeitete sie im Bereich des Verbraucherschutzes. Von 1998 bis 2001 war sie Rechtsberaterin der Associazione Consumatori Utenti (ACU). Sie war aktives Mitglied der Beratenden Kommission der öffentlichen Einrichtungen der Provinz und der Beratenden Konferenz der Regionalen Beobachtungsstelle für Handel als von der ACU ernannte Vertreterin. Im Rahmen dieser Tätigkeit nahm Basso an verschiedenen Fernsehsendungen und Treffen zum Thema Verbraucherschutz teil.

### Politische Laufbahn
Basso ist Mitglied der Lega. Bei den Kommunalwahlen 2016 war Basso Kandidatin für den Stadtrat von Bologna im Jahr 2016.
2019 nominierte die Lega Basso für den zweiten Listenplatz für die Europawahl 2019 im Europawahlkreis Nordostitalien. Die Lega gewann in dem Wahlkreis haushoch 41 Prozent (plus 31 Prozent) 7 der 15 Mandate, sodass Basso direkt einzog; sie gewann selbst 25.546 Vorzugsstimmen. Im Europäischen Parlament schloss sie sich wie ihre Parteikolleginnen und -kollegen der neugegründeten, rechtsextremen ID-Fraktion an. Für die Fraktion ist sie Mitglied im Ausschuss für Binnenmarkt und Verbraucherschutz und im September 2020 eingerichteten Sonderausschuss zu künstlicher Intelligenz im digitalen Zeitalter. Des Weiteren ist sie stellvertretendes Mitglied im Entwicklungsausschuss.